# Eocentrocorynus fusculus yunnanicus
Eocentrocorynus fusculus yunnanicus es una subespecie de coleóptero de la familia Attelabidae y habita en China.